# G.S.R. Aegir
De Groninger Studenten Roeivereniging “Aegir” is opgericht op 7 februari 1878 als officiële subvereniging van het Groninger Studenten Corps Vindicat atque Polit. Bij officiële gelegenheden, zoals algemene ledenvergaderingen en traditionele partijen wordt gebruikgemaakt van de sociëteit van Vindicat, Mutua Fides. Aegir staat open voor studenten van de Rijksuniversiteit Groningen en van alle instellingen voor hoger beroepsonderwijs in Groningen. Aegir is een van de oprichters van het RTC Roeien Noord. Anno 2023 heeft Aegir meer dan 900 leden en is het gevestigd aan de Stockholmstraat aan het Winschoterdiep.

## Geschiedenis
De eerste aanwijzing van de oprichting van een Studenten Roeivereniging in Groningen wordt gevonden in een schrijven van de student Seerp Gratama gericht aan de Burgemeester van Groningen, met het verzoek om ontheffing te krijgen van het havengeld. Aanleiding van zijn schrijven was het feit dat enige studenten der Rijksuniversiteit Groningen samen een roeiboot bezaten, welke zij voor het bedrag van ƒ20,- gekocht hadden. Op 7 februari 1878 wordt de Groninger Studenten Roeivereniging ‘Aegir’ (naar de Noorse god van de Zeevaart) opgericht.
Sinds 1913 strijd Aegir mee op de interacademiale wedstrijden. In dat jaar deed de Aegir’s Jonge Vier voor het eerst mee op de Varsity in een van de bijnummers. In 1918 deed Aegir voor het eerst me met het hoofdnummer van de Varsity: de Oude Vier. Het was ook het eerste jaar dat Aegir het gouden blik mee naar huis mocht nemen. 

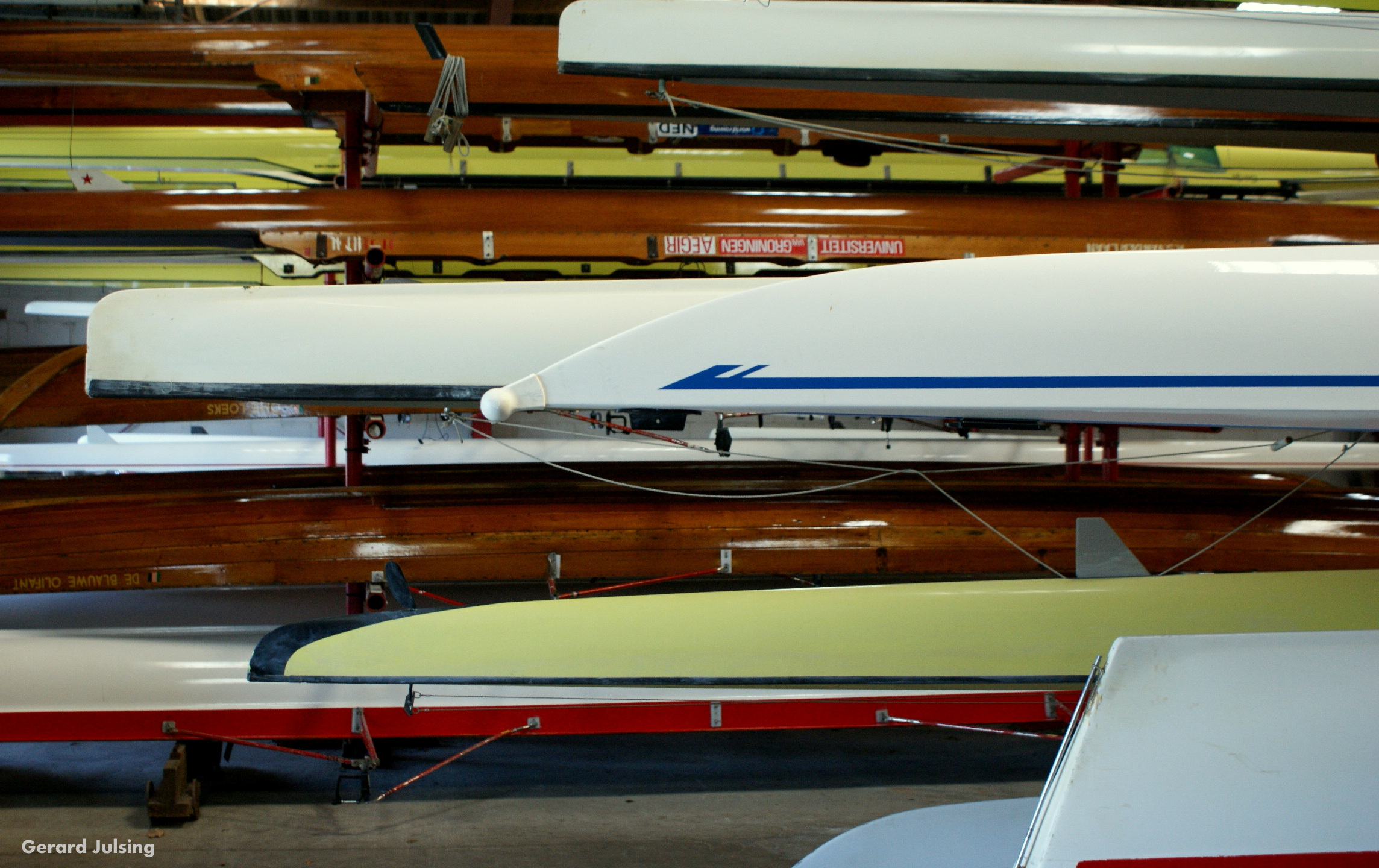
Een stukje van de botenloods van G.S.R. Aegir.

Op 1 november 1941 ging Aegir, uit solidariteit met het Corps, dicht. Het botenhuis van Aegir werd door de bezetters gebruikt als opslagdepot voor brandstof. Roeivereniging Daventria bood aan Aegir’s boten te huizen gedurende de bezetting. Mede dankzij hen kon Aegir vrij vlug weer opstarten na de oorlog. In 1948 verhuist Aegir naar een nieuw botenhuis gelegen aan De Punt bij het Van Starkenborghkanaal. 
Sinds 1973 is Aegir ook opengesteld voor vrouwen, mede dankzij Ingrid Munneke-Dusseldorp en bestuur Lanting. 
Wanneer in 1987 de loods op De Punt afbrandt, moet Aegir op zoek naar nieuwe huisvesting. Deze wordt gevonden aan het Winschoterdiep en in 1988 wordt de eerste steen gelegd. Op deze locatie is tot de dag van vandaag nog steeds de thuisbasis van Aegir. Op 11 februari 2007 is een grootscheepse verbouwing van het botenhuis van G.S.R. Aegir afgerond. Na vijf jaar verbouwen in verschillende fasen, beschikt de studentenroeivereniging nu over vernieuwde kleedkamers, een vernieuwde borrelruimte (saphok) en ergometerruimte. De ergometerruimte is vernoemd naar Richard Kohsiek en wordt in het kort ook wel ‘De Kohsiek’ genoemd. Ook is er in 2013 een nieuw krachthonk geïnstalleerd.

## Roeiprestaties
Roeien bij Aegir wordt hoofdzakelijk gedaan op twee niveaus: het competitieroeien en het wedstrijdroeien. Op beide niveaus heeft Aegir al veel sportieve prestaties geleverd.
Tijdens het roeiseizoen start Aegir in verschillende categorieën zoals de eerstejaars zware en lichte herenacht en de eerstejaars damesacht.  Sinds 2014 doet Aegir ook mee in het eerstejaars lichte dames veld. Daarnaast strijdt men in de vier, de twee en de skiff. 

### Internationaal
Een selectie van de internationale prestaties. 
- In 1972 leverde Aegir de gehele crew voor de 8+ op de Olympische Spelen in München.
- Ingrid Munneke-Dusseldorp won goud op het EK in 1972 en werd 5e bij de Olympische Zomerspelen 1976.
- Op de Olympische Zomerspelen 2008 heeft Aegir-roeier Reinder Lubbers de halve finale geroeid in de Holland Acht.
- Melvin Twellaar won zilver op de Olympische Zomerspelen 2020.
- Ilse Kolkman veroverde zilver op het WK roeien van 2022.

### Varsity
Aegir deed in 1918 voor het eerst mee aan de Varsity in het hoofdnummer. Sindsdien, heeft Aegir in totaal zes keer het gouden blik gewonnen. Aegir heeft in 1918, 1956, 1974, 1975, 1978 en in 1982 de Varsity gewonnen.
Cabaretier Seth Gaaikema schreef in 1966 het lied "Waar is de tijd dat Aegir de Varsity won".

## Wedstrijden

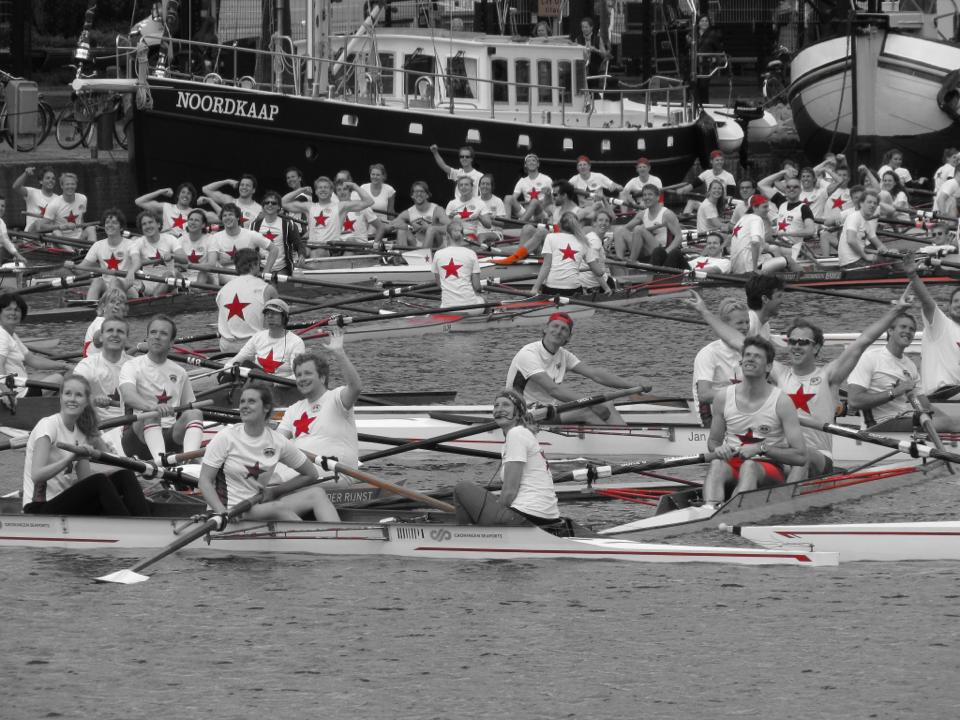
Een foto van de vlootschouw tijdens het 27ste lustrum.

Aegir organiseert ook een aantal wedstrijden per jaar.  
- De Hel van het Noorden is een 6 kilometer lange achtervolgingsrace voor de skiff en twee-zonder-stuurman. Elk jaar wordt in november de race gevaren over het Eemskanaal van paal 10 tot paal 4. De Hel van het Noorden dankt zijn naam aan de gure weersomstandigheden waarin de race vaak gevaren wordt.
- Aegir organiseert sinds 2017 in april de Aegir Lentesprint op het Hoornsemeer.
- De Martini Regatta werd samen met de A.G.S.R. Gyas en de KGR De Hunze georganiseerd op de roeibaan in Harkstede. Met het sluiten van deze roeibaan is ook de wedstrijd opgehouden.
- De SRG of Studenten Roeiregatta Groningen werd samen met A.G.S.R. Gyas georganiseerd op de roeibaan in Harkstede. Met het sluiten van deze roeibaan is ook de wedstrijd opgehouden.
- Elk jaar organiseert Oud Aegir in samenwerking met Jong Aegir ook de Chris Heuvelman Wielerclassic.

## Botenwagen

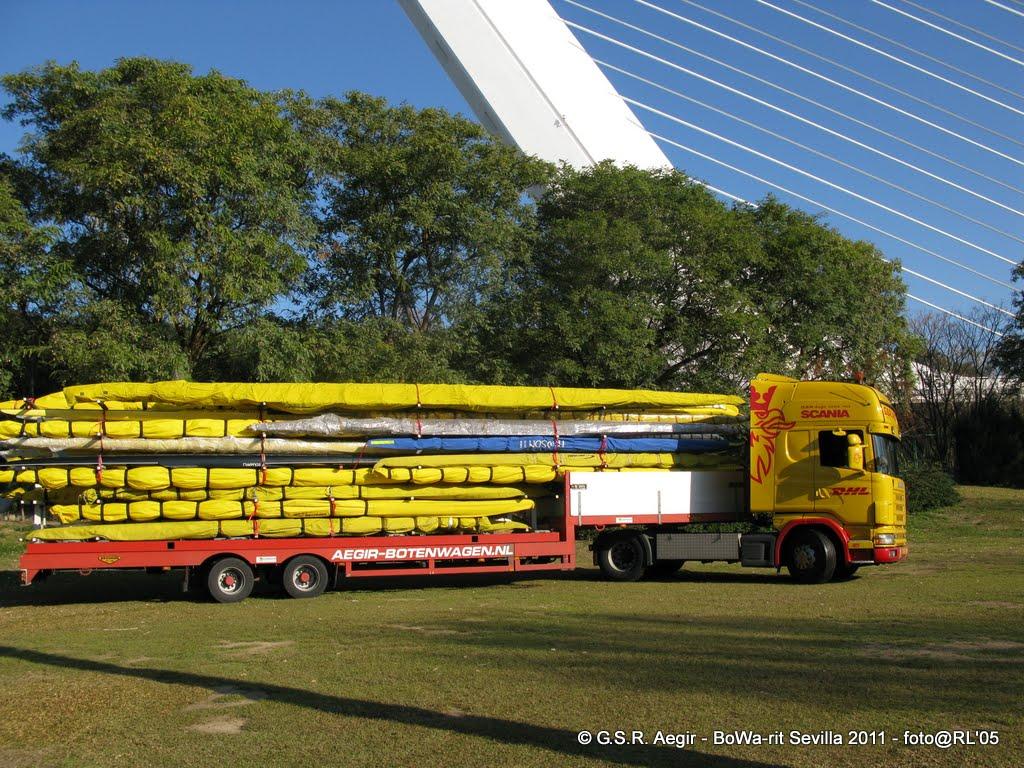
Aegir's botenwagen

Om alle boten te vervoeren van en naar nationale en internationale wedstrijden heeft Aegir sinds 1953 zijn eigen botenwagen. Dit is tevens de grootste botenwagen in Europa. Het is een Scania trekker met een Broshuis uitschuifbare semidieplader dat tot 22 meter uitschuifbaar is. Hiermee kan Aegir’s botenwagen legaal ongedeelde achten van 18 meter of langer vervoeren. Mede hierom doen vele verenigingen een beroep op Aegir wanneer zij hun boten naar wedstrijden moet transporteren.